# ジョアン・ダ・ノーヴァ
ジョアン・ダ・ノーヴァ（João da Nova, 1460年 - 1509年）は、ポルトガルの軍人で航海者。
1460年にスペインのガリシア地方のマセーダで貴族の子弟として生まれるが政争により家族はポルトガルに亡命。1501年、ポルトガルがインドに派遣する艦隊司令官に抜擢され、その往路と帰路でアセンション島、フアン・デ・ノヴァ島、セント・ヘレナ島を発見した。その後アルメイダ提督の元で艦隊司令官として活躍し、1509年のマムルーク朝艦隊に対する勝利に貢献している（ディーウ沖海戦）。